# Euryctista hobohmi
Euryctista hobohmi är en fjärilsart som beskrevs av Antonius Johannes Theodorus Janse 1963. Euryctista hobohmi ingår i släktet Euryctista och familjen stävmalar. Inga underarter finns listade i Catalogue of Life.